# 龙泉下院观音寺
龙泉下院观音寺，俗称“象坊桥观音寺”，位于北京市西城区宣武门西大街93、95号，是一座汉传佛教寺院。原为北京南城的龙泉寺的下院，现为西城区普查登记文物。

## 简介
中国第一历史档案馆档案记载，清朝末年，1905年北京佛教界成立“中国佛教学务总公所”，僧长是光明寺住持东山，发起人有北京各佛寺住持：广善寺住持达远、广化寺住持灵山、慈因寺住持吉安、龙泉寺住持道兴、象坊桥观音寺住持觉先。
民國八年（1919年），北京政府指民國六年（1917年）章嘉等人請立的“中華佛教會”抵觸法令，遂廢止，並且重申要实施民國四年（1915年）的《管理寺廟條例》。北京龍泉寺的释觉先，因《管理寺廟條例》而反對释谛闲，中国南方的“鄞縣五邑佛教會”也发表聲明反對，並且推释竹溪、释太虛到北京請願，寓居法源寺，经过一个多月的努力，虽然没能撤销《管理寺廟條例》，但是释太虛因此和北京的名流及學者廣泛接觸，其中包括梁潄溟、林宰平、毕惠康、殷人庵、梁家義、范任卿、胡適之、黎锦熙等人。張仲仁等人遂發起“己未講經會”，推举莊蘊寬、夏壽康担任會長，請释太虛在象坊橋觀音寺講《維摩詰經》。王虛亭（陆军部部员）、楊犖哉、馬冀平（京津铁路段段长）、陶冶公、倪譜香、周秉清、胡子笏等人均自此信佛。武漢的紳士李隱塵、陳元白，得知释太虛在北京講經，特地从武漢到北京聽講，待《維摩詰經》講完，陪释太虛遊北京西山各个名勝，李隱塵由此信佛。隨後，吳璧華、熊希齡、李隱塵等人發起續講《大乘起信論》，聽众很多。释太虛这次在北京的讲经，不但开启了中国北方的學佛之风，而且带来了中国南方的佛教革命思想。
民國九年（1920年），释觉先在象坊桥观音寺创办《覺世日報》，该报办十餘年而止。
民國九年（1920年）3月，释圆瑛应邀到北京广济寺讲经，此后回到宁波，方获悉华北五省大旱，释圆瑛遂与释太虚等高僧通电提议，1920年9月在象坊桥观音寺创办“华北五省佛教灾赈筹备会”，筹备赈济灾民。发起人有释圆瑛、释现明、释觉先、释明凈、释文成、释全朗、释范成、張一麐（仲仁）、马君实（冀平）、林志钧（宰平）、徐文蔚（蔚如）、蒋维乔（竹庄）、梅光羲（撷云）等40多人。释圆瑛把此前在广济寺讲经法会所得的供养钱全都捐给了华北五省佛教灾赈筹备会。发起人里的释范成，时任象坊桥观音寺住持，和释倓虚是在天津清修院结识的。
民国九年（1920年）春二月，画家齐白石带三子齐良琨、长孙齐秉灵到北京学习。来到北京后，由于城南的龙泉寺交通不便，所以迁居宣武门内石镫庵。不久，直皖战争爆发，郭葆生租到帅府园六号的数间房屋，邀得齐白石带着齐良琨、齐秉灵一起去避难。帅府园靠近东交民巷使馆区，所以较为安全。战事很快停止，齐白石迁回西城。因为石镫庵中的老和尚饲养了不少鸡犬，鸡犬之声不绝，齐白石早就想迁走图个清静。恰好齐白石的侧室胡宝珠托人找到象坊桥观音寺，齐白石遂迁居观音寺。但观音寺佛事多，佛号和钟声比石镫庵更多。所以没住满一个月，齐白石便又迁居西四牌楼南三道栅栏六号。
民国十四年（1925年）起，陶佐文（1876年-1968年，通州人）即寓居在位于北京国会街的龙泉寺下院观音寺，直到逝世，他和曾住该寺的金石家陆和九、画家齐白石都有交往。陶佐文是“文”字鸽哨的制作者。